# Чемпіонат світу з хокею із шайбою 1987
Чемпіонат світу з хокею із шайбою 1987 — 52-й чемпіонат світу з хокею із шайбою, який проходив в період з 17 квітня по 3 травня 1987 року.
У рамках чемпіонату світу пройшов 63-й чемпіонат Європи.
Група А Відень, Австрія 17 квітня — 3 травня 1987.
Група В Канацеї, (Італія) 26 березня — 5 квітня 1987.
Група С Копенгаген, (Данія) 20 березня — 29 березня 1987.
Група D Перт, (Австралія) 13 березня — 20 березня 1987.
Цей чемпіонат був відзначений скандалом із нападаючим збірної ФРН Мирославом Сікорою (раніше виступав за збірну Польщу). Після протесту, поданого тренером збірної Фінляндії, збірній ФРН були зараховані технічні поразки в матчах зі збірними Фінляндії та Канади (обидва матчі виграла збірна ФРН). Після цього збірна ФРН без боротьби програла в двох наступних турах. Тим не менш, рішення ІІХФ під тиском ряду протестів та судових рішень було анульовано, технічні поразки скасовані.

## Чемпіонат світу Група А

### Попередній етап
17 квітня
- СРСР — Швейцарія 13:5 (6-1, 3-2, 4-2)
- Швеція — ФРН 3:0 (2-0, 1-0, 0-0)
- Фінляндія — Чехословаччина 2:5 (0-3, 1-2, 1-0)
- Канада — США 3:1 (1-0, 1-0, 1-1)

18 квітня
- Фінляндія — Швейцарія 3:2 (1-1, 2-1, 0-0)
- США — Швеція 2:6 (0-1, 1-4, 1-1)
- ФРН — СРСР 0:7 (0-0, 0-3, 0-4)
- Чехословаччина — Канада 1:1 (0-0, 0-0, 1-1)

20 квітня
- Фінляндія — ФРН 1:3 (1-0, 0-3, 0-0)
- СРСР — США 11:2 (5-1, 4-0, 2-1)
- Канада — Швейцарія 6:1 (2-0, 0-1, 4-0)
- Швеція — Чехословаччина 2:3 (0-2, 1-1, 1-0)

21 квітня
- ФРН — Канада 5:3 (1-0, 3-2, 1-1)
- Швеція — Швейцарія 12:1 (5-0, 5-0, 2-1)
- США — Фінляндія 2:5 (0-2, 0-3, 2-0)
- Чехословаччина — СРСР 1:6 (0-0, 0-3, 1-3)

23 квітня
- СРСР — Фінляндія 4:0 (0-0, 2-0, 2-0)
- США — ФРН 6:4 (0-1, 4-0, 2-3)
- Швейцарія — Чехословаччина 2:5 (0-0, 2-2, 0-3)
- Швеція — Канада 4:3 (0-1, 3-0, 1-2)

24 квітня
- Фінляндія — Швеція 4:1 (0-0, 1-1, 3-0)
- Канада — СРСР 2:3 (1-1, 1-1, 0-1)

25 квітня
- Швейцария — США 3:6 (0-2, 1-1, 2-3)
- ФРГ — Чехословаччина 2:5 (0-1, 2-1, 0-3)

26 квітня
- Канада — Фінляндія 7:2 (3-0, 2-1, 2-1)
- СССР — Швеція 4:2 (1-1, 2-1, 1-0)

27 квітня
- Швейцарія — ФРН 3:4 (1-1, 2-2, 0-1)
- Чехословаччина — США 4:2 (0-1, 2-0, 2-1) *)

*) Збірній США зарахована поразка з рахунком 0:4 через позитивний результат допінг-проби в Скотта Янга.

### Підсумкова таблиця
| Місце | Збірна         | І | В | Н | П | Ш       | О  |
| ----- | -------------- | - | - | - | - | ------- | -- |
| 1     | СРСР           | 7 | 7 | 0 | 0 | 48 — 12 | 14 |
| 2     | Чехословаччина | 7 | 5 | 1 | 1 | 24 — 15 | 11 |
| 3     | Швеція         | 7 | 4 | 0 | 3 | 30 — 17 | 8  |
| 4     | Канада         | 7 | 3 | 1 | 3 | 25 — 17 | 7  |
| 5     | ФРН            | 7 | 3 | 0 | 4 | 18 — 28 | 6  |
| 6     | Фінляндія      | 7 | 3 | 0 | 4 | 17 — 24 | 6  |
| 7     | США            | 7 | 2 | 0 | 5 | 19 — 36 | 4  |
| 8     | Швейцарія      | 7 | 0 | 0 | 7 | 17 — 49 | 0  |

### Турнір 5 - 8 місця
| Дата      | Зустріч               | Рахунок             |
| --------- | --------------------- | ------------------- |
| 28 квітня | ФРН — Швейцарія       | 8:1 (4:0, 2:0, 2:1) |
| 28 квітня | Фінляндія — США       | 6:4 (1:2, 4:2, 1:0) |
| 30 квітня | Фінляндія — Швейцарія | 7:4 (1:1, 4:3, 2:0) |
| 30 квітня | США - ФРН             | 6:3 (2:1, 2:1, 2:1) |
| 2 травня  | Швейцарія — США       | 4:7 (0:2, 3:2, 1:3) |
| 2 травня  | ФРН - Фінляндія       | 2:2 (2:1, 0:1, 0:0) |

Підсумкова таблиця
| Місце | Збірна    | І  | В | Н | П  | Ш       | О  |
| ----- | --------- | -- | - | - | -- | ------- | -- |
| 5     | Фінляндія | 10 | 5 | 1 | 4  | 32 — 34 | 11 |
| 6     | ФРН       | 10 | 4 | 1 | 5  | 31 — 37 | 9  |
| 7     | США       | 10 | 4 | 0 | 6  | 36 — 49 | 8  |
| 8     | Швейцарія | 10 | 0 | 0 | 10 | 26 — 71 | 0  |

### Турнір 1 - 4 місця
| Дата      | Зустріч                 | Рахунок             |
| --------- | ----------------------- | ------------------- |
| 29 квітня | СРСР — Канада           | 0:0 (0:0, 0:0, 0:0) |
| 29 квітня | Чехословаччина — Швеція | 3:3 (3:1, 0:1, 0:1) |
| 1 травня  | Чехословаччина — Канада | 4:2 (2:1, 0:1, 2:0) |
| 1 травня  | Швеція — СРСР           | 2:2 (1:1, 0:0, 1:1) |
| 3 травня  | Канада — Швеція         | 0:9 (0:3, 0:2, 0:4) |
| 3 травня  | СРСР — Чехословаччина   | 2:1 (0:1, 0:0, 2:0) |

Підсумкова таблиця
| Місце | Збірна         | І | В | Н | П | Ш      | О |
| ----- | -------------- | - | - | - | - | ------ | - |
|       | Швеція         | 3 | 1 | 2 | 0 | 14 — 5 | 4 |
|       | СРСР           | 3 | 1 | 2 | 0 | 4 — 3  | 4 |
|       | Чехословаччина | 3 | 1 | 1 | 1 | 8 — 7  | 3 |
| 4     | Канада         | 3 | 0 | 1 | 2 | 2 — 13 | 1 |

### Найкращі бомбардири
| Гравець              | Збірна | Голи | Паси | Очки |
| -------------------- | ------ | ---- | ---- | ---- |
| Володимир Крутов     | СРСР   | 11   | 4    | 15   |
| Сергій Макаров       | СРСР   | 4    | 10   | 14   |
| Ігор Ларіонов        | СРСР   | 4    | 8    | 12   |
| Аарон Бротен         | США    | 5    | 6    | 11   |
| В'ячеслав Биков      | СРСР   | 5    | 6    | 11   |
| Бенгт Оке Густафссон | Швеція | 3    | 8    | 11   |
| Герд Трунчка         | ФРН    | 3    | 8    | 11   |

### Найкращі гравці чемпіонату світу
Найкращими гравцями були обрані (Директорат турніру):
Воротар  Домінік Гашек
Захисник  Крейг Гартсбург
Нападник  Володимир Крутов
Найкращі гравці за версією журналістів:
Воротар  Домінік Гашек
Захисники  В'ячеслав Фетісов —  Удо Кісслінг
Нападники  Володимир Крутов —  Герд Трунчка —  Сергій Макаров

## Чемпіонат Європи
|   | СРСР           |
|   | Чехословаччина |
|   | Фінляндія      |
| 4 | Швеція         |
| 5 | ФРН            |
| 6 | Швейцарія      |

## Чемпіонат світу Група В
| Збірна     | М | В | Н | П | Ш     | О  | ПОЛ  | НОР | АВСТ | ФРА  | НДР | ІТА | НІД | КИТ  |
| ---------- | - | - | - | - | ----- | -- | ---- | --- | ---- | ---- | --- | --- | --- | ---- |
| Польща     | 7 | 6 | 0 | 1 | 39-11 | 12 |      | 5-1 | 6-4  | 6-2  | 1-2 | 4-2 | 3-0 | 14-0 |
| Норвегія   | 7 | 5 | 1 | 1 | 33-25 | 11 | 1-5  |     | 5-3  | 5-5  | 6-2 | 5-4 | 7-4 | 4-2  |
| Австрія    | 7 | 5 | 0 | 2 | 41-27 | 10 | 4-6  | 3-5 |      | 6-5  | 7-3 | 4-1 | 6-4 | 11-3 |
| Франція    | 7 | 4 | 1 | 2 | 37-26 | 9  | 2-6  | 5-5 | 5-6  |      | 5-2 | 3-1 | 5-3 | 12-3 |
| НДР        | 7 | 2 | 2 | 3 | 25-31 | 6  | 2-1  | 2-6 | 3-7  | 2-5  |     | 5-5 | 6-6 | 5-1  |
| Італія     | 7 | 2 | 1 | 4 | 28-30 | 5  | 2-4  | 4-5 | 1-4  | 1-3  | 5-5 |     | 8-6 | 7-3  |
| Нідерланди | 7 | 1 | 1 | 5 | 30-37 | 3  | 0-3  | 4-7 | 4-6  | 3-5  | 6-6 | 6-8 |     | 7-2  |
| Китай      | 7 | 0 | 0 | 7 | 14-60 | 0  | 0-14 | 2-4 | 3-11 | 3-12 | 1-5 | 3-7 | 2-7 |      |

## Чемпіонат світу Група С
| Збірна         | М | В | Н | П | Ш     | О  | ЯПН  | ДАН  | РУМ  | ЮГО  | УГО | КНДР | БОЛ  | БЕЛ  |
| -------------- | - | - | - | - | ----- | -- | ---- | ---- | ---- | ---- | --- | ---- | ---- | ---- |
| Японія         | 7 | 5 | 1 | 1 | 61-13 | 11 |      | 6-0  | 3-5  | 5-5  | 3-1 | 9-0  | 11-2 | 24-0 |
| Данія          | 7 | 5 | 1 | 1 | 47-23 | 11 | 0-6  |      | 8-2  | 6-6  | 6-4 | 9-1  | 10-3 | 8-1  |
| Румунія        | 7 | 5 | 1 | 1 | 48-22 | 11 | 5-3  | 2-8  |      | 4-4  | 4-2 | 7-1  | 7-3  | 19-1 |
| Югославія      | 7 | 3 | 4 | 0 | 60-23 | 10 | 5-5  | 6-6  | 4-4  |      | 6-2 | 8-2  | 3-3  | 28-1 |
| Угорщина       | 7 | 3 | 0 | 4 | 33-28 | 6  | 1-3  | 4-6  | 2-4  | 2-6  |     | 9-3  | 6-2  | 9-4  |
| Північна Корея | 7 | 2 | 0 | 5 | 13-45 | 4  | 0-9  | 1-9  | 1-7  | 2-8  | 3-9 |      | 3-2  | 3-1  |
| Болгарія       | 7 | 1 | 1 | 5 | 21-40 | 3  | 2-11 | 3-10 | 3-7  | 3-3  | 2-6 | 2-3  |      | 6-0  |
| Бельгія        | 7 | 0 | 0 | 7 | 8-97  | 0  | 0-24 | 1-8  | 1-19 | 1-28 | 4-9 | 1-3  | 0-6  |      |

## Чемпіонат світу Група D
| Збірна            | М              | В              | Н              | П              | Ш              | О              | АВСЛ | КОР  | НЗЛ  | ГОН  |
| ----------------- | -------------- | -------------- | -------------- | -------------- | -------------- | -------------- | ---- | ---- | ---- | ---- |
| Австралія         | 6              | 5              | 1              | 0              | 177-6          | 11             |      | 7-2  | 58-0 | 37-0 |
| Південна Корея    | 6              | 4              | 1              | 1              | 130-16         | 9              | 4-4  |      | 35-2 | 44-0 |
| Нова Зеландія     | 6              | 2              | 0              | 4              | 42-143         | 4              | 0-29 | 2-21 |      | 19-0 |
| Гонконг           | 6              | 0              | 0              | 6              | 1-185          | 0              | 0-42 | 1-24 | 0-19 |      |
| Китайський Тайбей | поза конкурсом | поза конкурсом | поза конкурсом | поза конкурсом | поза конкурсом | поза конкурсом | 3-31 | 0-24 | 1-12 | 2-2  |